# Tadawul
Tadawul, arabiska: تداول, är Saudiarabiens enda aktiebörs  och har sitt säte i huvudstaden Riyadh. Börsen hade 179 publika företag listade hos dem för december 2017.
Den 16 juni 2003 signerades det ett dekret som fastslog att landet skulle grunda en kapitalmarknadsmyndighet och där myndigheten skulle bland annat grunda en aktiebörs. Detta blev verklighet den 19 mars 2007 när det saudiska ministerrådet gav sitt godkännande till att grunda Tadawul.